# Rjó Kawasaki
Rjó Kawasaki (川崎 燎, Kawasaki Rjó; 25. února 1947, Kóendži, Tokio, Japonsko – 13. dubna 2020, Estonsko) byl japonský kytarista, hrající jazz fusion. Spolupracoval s mnoha americkými hudebníky, mezi které patří i Gil Evans, Elvin Jones, Chico Hamilton, Ted Curson, Joanne Brackeen a další.